# Districte de Cahul
El disctricte de Cahul (en romanès Raionul Cahul) és una de les divisions administratives del sud de la República de Moldàvia. La capital n'és Cahul. L'u de gener del 2005, tenia 119.200 habitants.